# Alex Bell
Alexander Bell, noto come Alex o Sandy Bell (Città del Capo, 20 ottobre 1881 – Chorlton-cum-Hardy, 29 novembre 1934), è stato un calciatore scozzese, nato in Sudafrica, di ruolo centrocampista.

## Carriera
Mediano o ala sinistra, gioca per diverse società di Ayr prima di approdare al Manchester United nel gennaio del 1903 in cambio di £ 700. Esordisce il 24 gennaio 1903 contro il Glossop (3-1), sfida valida per la Second Division. Dopo dieci anni conta 309 presenze e 10 reti, 202 partite in prima divisione, 76 in seconda divisione, 28 incontri di FA Cup e 3 di Supercoppa inglese, la maggior parte sotto la guida di Ernest Mangnall, vincendo due campionati, due Supercoppe inglesi e una FA Cup. Nel luglio del 1913 passa al Blackburn per £ 1.000, chiudendo la carriera nel 1922.
Esordisce in nazionale il 16 marzo 1912 contro l'Irlanda Unita (1-4).

## Palmarès

### Club

#### Competizioni nazionali
- Campionato inglese: 3

Manchester United: 1907-1908, 1910-1911
Blackburn Rovers: 1913-1914
- Charity Shield: 2

Manchester United: 1908, 1911
- Coppa d'Inghilterra: 1

Manchester United: 1908-1909